# Lista de membros da Royal Society eleitos em 1948
Esta é uma lista de Membros da Royal Society eleitos em 1948.

## Fellows
- Thomas Edward Allibone
- Frank Philip Bowden
- Hayne Constant
- Sir Stafford Cripps
- Stanley Fabes Dorey
- Ernest Harold Farmer
- Otto Robert Frisch
- Sir John Claud Fortescue Fryer
- Thomas Maxwell Harris
- Walter Heitler
- Sir Alan Hodgkin
- George Martin Lees
- Kurt Mahler
- Sidnie Manton
- Robert McCance
- Dorothy Mary Moyle Needham
- James Herbert Orton
- Sir Leonard Parsons
- Stanley Peat
- Gilbert Wooding Robinson
- William Albert Hugh Rushton
- John Walter Ryde
- George Robert Sabine Snow
- Edgar William Richard Steacie
- John Arthur Todd
- Frank Yates

## Foreign Members
- Detlev Bronk
- Luitzen Egbertus Jan Brouwer
- Maurice Caullery
- Linus Pauling